# منتخب المكسيك لكرة اليد للسيدات
منتخب المكسيك لكرة اليد للسيدات هو الممثل الرسمي لدولة المكسيك في رياضة كرة اليد. شارك في بطولة بان أميركان لكرة اليد للسيدات 8 مرات وكانت المشاركة الأولى في سنة 1989، كان أفضل مركز له فيها هو الرابع.